# Only When I Lose Myself
Only When I Lose Myself (en español, Solo cuándo me pierdo a mí mismo) es el trigésimo quinto disco sencillo del grupo inglés de música electrónica Depeche Mode, desprendido de la compilación The Singles 86>98, lanzado en 1998.
Only When I Lose Myself es una canción compuesta por Martin Gore y producida por Tim Simenon que originalmente quedó fuera del álbum Ultra de 1997, por lo cual se dio a conocer hasta 1998 en la compilación en que se incluyó como sencillo promocional inédito. Los lados B fueron la canción Surrender y el tema instrumental Headstar, ambos compuestos también por Gore.

## Descripción
Capitalizando la forma de función trip hop, más o menos evidente en algunas del álbum Ultra, este sea quizás el tema más verdaderamente inserto en esa tendencia de suave música ambiental tan boyante en Inglaterra, aunque en realidad sólo tiene la calidad de pieza trip hop pues en esencia no alcanza los extremos de sofisticación de esa corriente, mientras la letra misma es una de las más introspectivas de DM clamando “Sólo cuando me pierdo a mí mismo en alguien más... me encuentro a mí mismo”.
Aun así, es una canción de amor, con algo de voluptuosidad, soltura e intimismo, llena de efectos varios, una característica melodía principal, cuerdas y una aderezada batería, todo lo cual le otorga una musicalización extraña y potenciada en algo electrónico y seductor, acercándose al exotismo de tan sólo algunos otros temas pasados de DM.
Evidentemente era una pieza que realmente desentonaba en Ultra, además de su letra carente de aspereza como lo fueron casi todas las de ese disco, por ello su exclusión, y en realidad zanjaba la tendencia hacia temas poco menos cargados en sonido, siendo más bien un poema onírico y alucinante, como lo han sido varias de las funciones posteriores de DM.
Por su parte Surrender es un tema rítmico, cadencioso, sugerente, apasionado, conducido por una melodía sensual y una letra sobre el verdadero significado que a la vida le da el amor y el apego por alguien. Es un tema largo, de más de seis minutos en su versión estándar, letra abundante, y también recargado hacia la tendencia más trip hop de DM.
Por último, Headstar es simplemente un instrumental realizado con samplers de Only When I Lose Myself y de Surrender.

## Formatos

### En CD
| Mute CDBong29 Only When I Lose Myself |                           |          |  |
| N.º                                   | Título                    | Duración |  |
| 1.                                    | «Only When I Lose Myself» | 4:35     |  |
| 2.                                    | «Surrender»               | 6:19     |  |
| 3.                                    | «Headstar»                | 4:23     |  |

| Mute LCD Bong29 Only When I Lose Myself |                                                     |          |  |
| N.º                                     | Título                                              | Duración |  |
| 1.                                      | «Only When I Lose Myself» (Subsonic Legacy Remix)   | 7:03     |  |
| 2.                                      | «Only When I Lose Myself» (Dan the Automator Remix) | 4:57     |  |
| 3.                                      | «Headstar» (Luke Slater Remix)                      | 5:47     |  |

| Mute XLCD Bong29 Only When I Lose Myself |                                                              |          |  |
| N.º                                      | Título                                                       | Duración |  |
| 1.                                       | «Only When I Lose Myself» (Gus Gus Long Play Mix)            | 11:21    |  |
| 2.                                       | «Painkiller» (Kill the Pain Mix – DJ Shadow vs Depeche Mode) | 6:34     |  |
| 3.                                       | «Surrender» (Catalan FC Out of Reach Mix)                    | 6:55     |  |
| 4.                                       | «Only When I Lose Myself» (Gus Gus Short Play Mix)           | 5:06     |  |
| 5.                                       | «World in My Eyes» (Safar Mix)                               | 8:30     |  |

| Mute RCD Bong29 Only When I Lose Myself |                                              |          |  |
| N.º                                     | Título                                       | Duración |  |
| 1.                                      | «Only When I Lose Myself» (versión de radio) | 3:55     |  |
| 2.                                      | «Only When I Lose Myself» (versión sencillo) | 4:34     |  |

| Mute Reprise 944546-2 Only When I Lose Myself |                                                     |          |  |
| N.º                                           | Título                                              | Duración |  |
| 1.                                            | «Only When I Lose Myself» (Dan the Automator Remix) | 4:56     |  |
| 2.                                            | «Headstar»                                          | 4:23     |  |
| 3.                                            | «Surrender»                                         | 6:17     |  |
| 4.                                            | «Only When I Lose Myself» (Subsonic Legacy Remix)   | 7:01     |  |
| 5.                                            | «Headstar» (Luke Slater Remix)                      | 5:46     |  |

CD 2004
Realizado para la colección The Singles Boxes 1-6 de ese año.
| Mute CD Bong29X Only When I Lose Myself |                                                           |          |  |
| N.º                                     | Título                                                    | Duración |  |
| 1.                                      | «Only When I Lose Myself»                                 | 4:36     |  |
| 2.                                      | «Surrender»                                               | 6:19     |  |
| 3.                                      | «Headstar»                                                | 4:24     |  |
| 4.                                      | «Only When I Lose Myself» (Subsonic Legacy Mix)           | 7:03     |  |
| 5.                                      | «Only When I Lose Myself» (Dan the Automator Mix)         | 4:57     |  |
| 6.                                      | «Headstar» (Luke Slater Remix)                            | 5:48     |  |
| 7.                                      | «Only When I Lose Myself» (Gus Gus Long Play Mix)         | 11:21    |  |
| 8.                                      | «Painkiller» (Kill the Pain – DJ Shadow vs. Depeche Mode) | 6:34     |  |
| 9.                                      | «Surrender» (FC Catalan Out of Reach Mix)                 | 6:55     |  |
| 10.                                     | «Only When I Lose Myself» (Gus Gus Short Play Mix)        | 5:07     |  |
| 11.                                     | «World in My Eyes» (Safar Mix)                            | 8:31     |  |

### En disco de vinilo
12 pulgadas Mute 12Bong29  Only When I Lose Myelf
| Lado A |                                                     |          |  |
| N.º    | Título                                              | Duración |  |
| 1.     | «Only When I Lose Myself» (Subsonic Legacy Remix)   | 7:00     |  |
| 2.     | «Only When I Lose Myself» (Dan the Automator Remix) | 4:45     |  |

| Lado B |                                |          |  |
| N.º    | Título                         | Duración |  |
| 1.     | «Headstar» (Luke Slater Remix) | 5:47     |  |

12 pulgadas Mute L12Bong29  Only When I Lose Myelf
| Lado A |                                                   |          |  |
| N.º    | Título                                            | Duración |  |
| 1.     | «Only When I Lose Myself» (Gus Gus Long Play Mix) |          |  |

| Lado B |                                                               |          |  |
| N.º    | Título                                                        | Duración |  |
| 1.     | «Painkiller» (Kill the Pain Mix – DJ Shadow vs. Depeche Mode) |          |  |
| 2.     | «Surrender» (Catalan FC Out of Reach Mix)                     |          |  |

12 pulgadas Mute P12 Bong29  Only When I Lose Myelf
| Lado A |                                                   |          |  |
| N.º    | Título                                            | Duración |  |
| 1.     | «Only When I Lose Myself» (Dan the Automator Mix) |          |  |
| 2.     | «Only When I Lose Myself» (Subsonic Legacy Mix)   |          |  |

| Lado B |                                                               |          |  |
| N.º    | Título                                                        | Duración |  |
| 1.     | «Painkiller» (Kill the Pain Mix – DJ Shadow vs. Depeche Mode) |          |  |
| 2.     | «Headstar»                                                    |          |  |

12 pulgadas Mute PL12 Bong29  Only When I Lose Myelf
| Lado A |                                           |          |  |
| N.º    | Título                                    | Duración |  |
| 1.     | «Headstar» (Luke Slater Remix)            | 5:47     |  |
| 2.     | «Surrender» (Catalan FC Out of Reach Mix) | 6:55     |  |

| Lado B |                                         |          |  |
| N.º    | Título                                  | Duración |  |
| 1.     | «Only When I Lose Myself» (Gus Gus Mix) | 11:21    |  |

12 pulgadas doble Reprise Records 44562  Only When I Lose Myself
Disco uno
| Lado A |                                                               |          |  |
| N.º    | Título                                                        | Duración |  |
| 1.     | «Only When I Lose Myself» (Dan the Automator Remix)           | 4:56     |  |
| 2.     | «Painkiller» (Kill the Pain Mix – DJ Shadow vs. Depeche Mode) | 6:31     |  |

| Lado B |                                           |          |  |
| N.º    | Título                                    | Duración |  |
| 1.     | «Headstar» (Luke Slater Remix)            | 5:47     |  |
| 2.     | «Surrender» (Catalan FC Out of Reach Mix) | 6:54     |  |

Disco dos
| Lado C |                                                  |          |  |
| N.º    | Título                                           | Duración |  |
| 1.     | «Only When I Lose Myself» (Gus Gus Longplay Mix) | 11:18    |  |
| 2.     | «Headstar»                                       | 4:23     |  |

| Lado D |                                                   |          |  |
| N.º    | Título                                            | Duración |  |
| 1.     | «Only When I Lose Myself» (Subsonic Legacy Remix) | 7:00     |  |
| 2.     | «Surrender»                                       | 6:17     |  |

## Vídeo promocional
"Only When I Lose Myself" fue dirigido por Brian Griffin, quien fuera el primer fotógrafo de Depeche Mode. El primer detalle del vídeo de Griffin es la limpieza de sus imágenes, por otro lado está lleno de escenas fantásticas plenamente basadas en el modernismo, además de que apenas aparecen en unas tomas los rostros de los tres integrantes de DM, como una forma de metaforizar la introspección del tema.
Sin embargo, el director también procuró que cada toma fuese imperfecta, dos chicas bailando al unísono pero sin una completa sincronía, un chico paralizado con una expresión anonadada teniendo en el brazo una marioneta de tela que resulta por completo fuera de lugar, una mujer de color vestida de rojo haciendo un desesperado sensual baile sobre un coche, mientras un hombre ríe sin parar junto a un automóvil partido en dos suspendido en el aire, por lo cual se considera uno de los mejores en la videografía del grupo.
Como curiosidad sólo para esta versión la repetición del suave efecto de entrada como salida, se omitió.
El vídeo se incluye en la colección The Videos 86>98 de 1998. Posteriormente se incluyó también en The Best of Depeche Mode Volume 1 de 2006, en su edición en DVD, y en Video Singles Collection de 2016.

## En directo
"Only When I Lose Myself" se incorporó durante la gira The Singles Tour, después de todo era el único propiamente novedoso. Por otra parte, el tema "Surrender" se interpretó durante el posterior Exciter Tour como tema opcional, el cual se llevaba a cabo en una versión “acústica” con sólo musicalización de teclado en modo piano por Peter Gordeno y cantado por Martin Gore.
Para 2013 se retomó "Only When I Lose Myself" en la gira Delta Machine Tour, pero cantada por Martin Gore.